# Le Leslay
Le Leslay [lə lɛlɛ] est une commune française située dans le département des Côtes-d'Armor en région Bretagne.

## Géographie

### Situation
Le Leslay se trouve à 23 km au sud-ouest de Saint-Brieuc, la préfecture du département.
La paroisse fait partie du territoire breton traditionnel Fañch.
| Boqueho      |                | Cohiniac |
| Saint-Gildas | Leslay         |          |
|              | Le Vieux-Bourg | Le Fœil  |

### Relief et hydrographie
Commune de petite superficie, Le Leslay présente un relief assez bosselé ; les points les plus élevés sont au sud-est du territoire communal (248 mètres entre Le Vieux Leslay et la Lande, et même 252 mètres à la pointe sud-sud-est du finage communal) ainsi qu'au sud-ouest (247 mètres à la limite sud de la commune, au sud de Pempoulo) ; le point le plus bas (189 mètres) est à la pointe nord de la commune, dans la vallée du Leff, à l'endroit où ce cours d'eau quitte la commune. Le bourg est vers 206 mètres d'altitude.

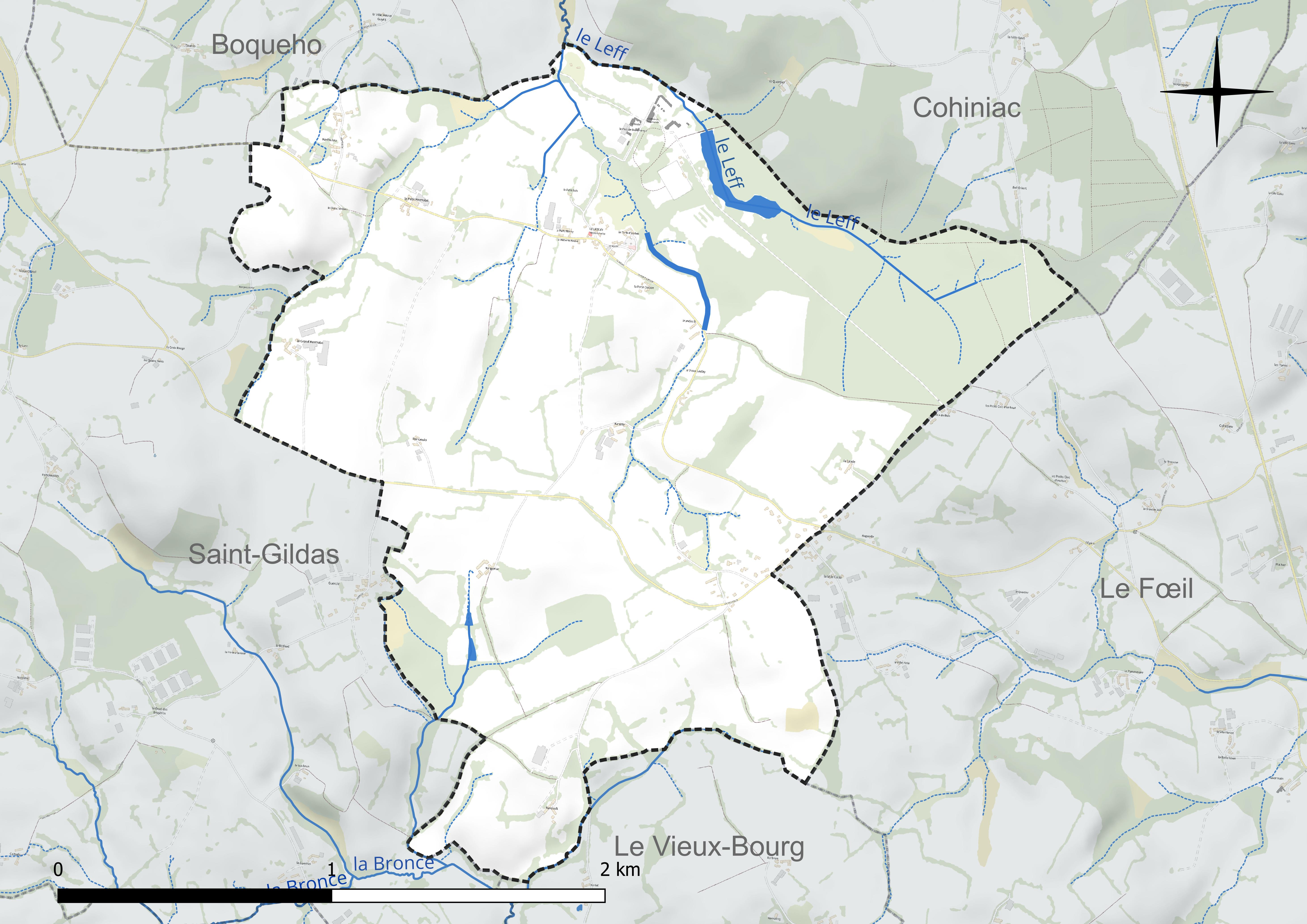
Carte du réseau hydrographique de Le Leslay.

Le Leff, affluent de rive droite du Trieux, a sa source dans l'est de la commune et alimente l'étang de Beaumanoir, avant de servir un temps de limite communale avec Cohiniac ; le ruisseau de Kermabo est son premier affluent notable et a aussi sa source dans la commune, mais dans sa partie sud-ouest ; il conflue avec le Leff juste à l'endroit où cette rivière quitte la commune.
Deux petits affluents de la Bronce, elle-même  affluente du fleuve côtier Gouët, ont leur source dans la partie sud de la commune.

### Hydrographie
Pour un article plus général, voir Réseau hydrographique des Côtes-d'Armor.
La commune est située dans le bassin Loire-Bretagne. Elle est drainée par le Leff,.
Le Leff, d'une longueur de 62 km, prend sa source dans la commune  et se jette  dans le Trieux en limite de Quemper-Guézennec et de Plourivo, après avoir traversé 19 communes. 

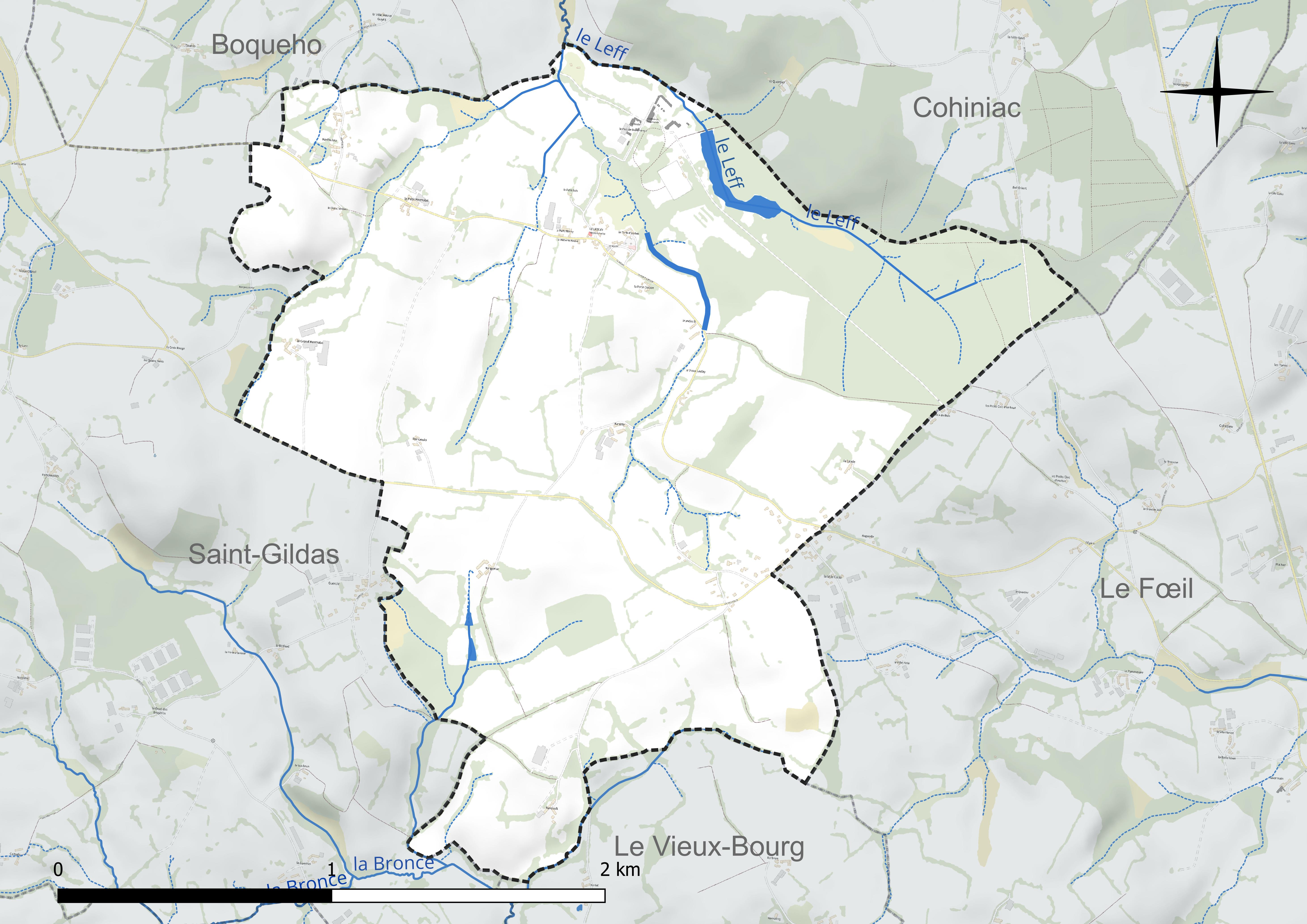
Réseau hydrographique du Leslay.

### Climat
Pour des articles plus généraux, voir Climat de la Bretagne et Climat des Côtes-d'Armor.
En 2010, le climat de la commune est de type climat océanique franc, selon une étude du CNRS s'appuyant sur une série de données couvrant la période 1971-2000. En 2020, Météo-France publie une typologie des climats de la France métropolitaine dans laquelle la commune est exposée à un climat océanique et est dans la région climatique  Finistère nord, caractérisée par une pluviométrie élevée, des températures douces en hiver (6 °C), fraîches en été et des vents forts. Parallèlement l'observatoire de l'environnement en Bretagne publie en 2020 un zonage climatique de la région Bretagne, s'appuyant sur des données de Météo-France de 2009. La commune est, selon ce zonage, dans la zone « Intérieur  », exposée à un climat médian, à dominante océanique.  
Pour la période 1971-2000, la température annuelle moyenne est de 10,6 °C, avec  une amplitude thermique annuelle de 11,4 °C. Le cumul annuel moyen de précipitations est de 927 mm, avec 14,4 jours de précipitations en janvier et 7,4 jours en juillet. Pour la période 1991-2020, la température moyenne annuelle observée sur la station météorologique la plus proche, située sur la commune de Kerpert à 14 km à vol d'oiseau, est de 10,8 °C et le cumul annuel moyen de précipitations est de 1 088,9 mm,. Pour l'avenir, les paramètres climatiques de la commune estimés pour 2050 selon différents scénarios d’émission de gaz à effet de serre sont consultables sur un site dédié publié par Météo-France en novembre 2022.

## Urbanisme

### Typologie
Au 1er janvier 2024, Le Leslay est catégorisée commune rurale à habitat très dispersé, selon la nouvelle grille communale de densité à 7 niveaux définie par l'Insee en 2022.
Elle est située hors unité urbaine et hors attraction des villes,.

### Occupation des sols
L'occupation des sols de la commune, telle qu'elle ressort de la base de données européenne d’occupation biophysique des sols Corine Land Cover (CLC), est marquée par l'importance des territoires agricoles (85,7 % en 2018), une proportion sensiblement équivalente à celle de 1990 (85,8 %). La répartition détaillée en 2018 est la suivante : 
zones agricoles hétérogènes (56,2 %), terres arables (22,3 %), forêts (14,3 %), prairies (7,2 %). L'évolution de l’occupation des sols de la commune et de ses infrastructures peut être observée sur les différentes représentations cartographiques du territoire : la carte de Cassini (XVIIIe siècle), la carte d'état-major (1820-1866) et les cartes ou photos aériennes de l'IGN pour la période actuelle (1950 à aujourd'hui).

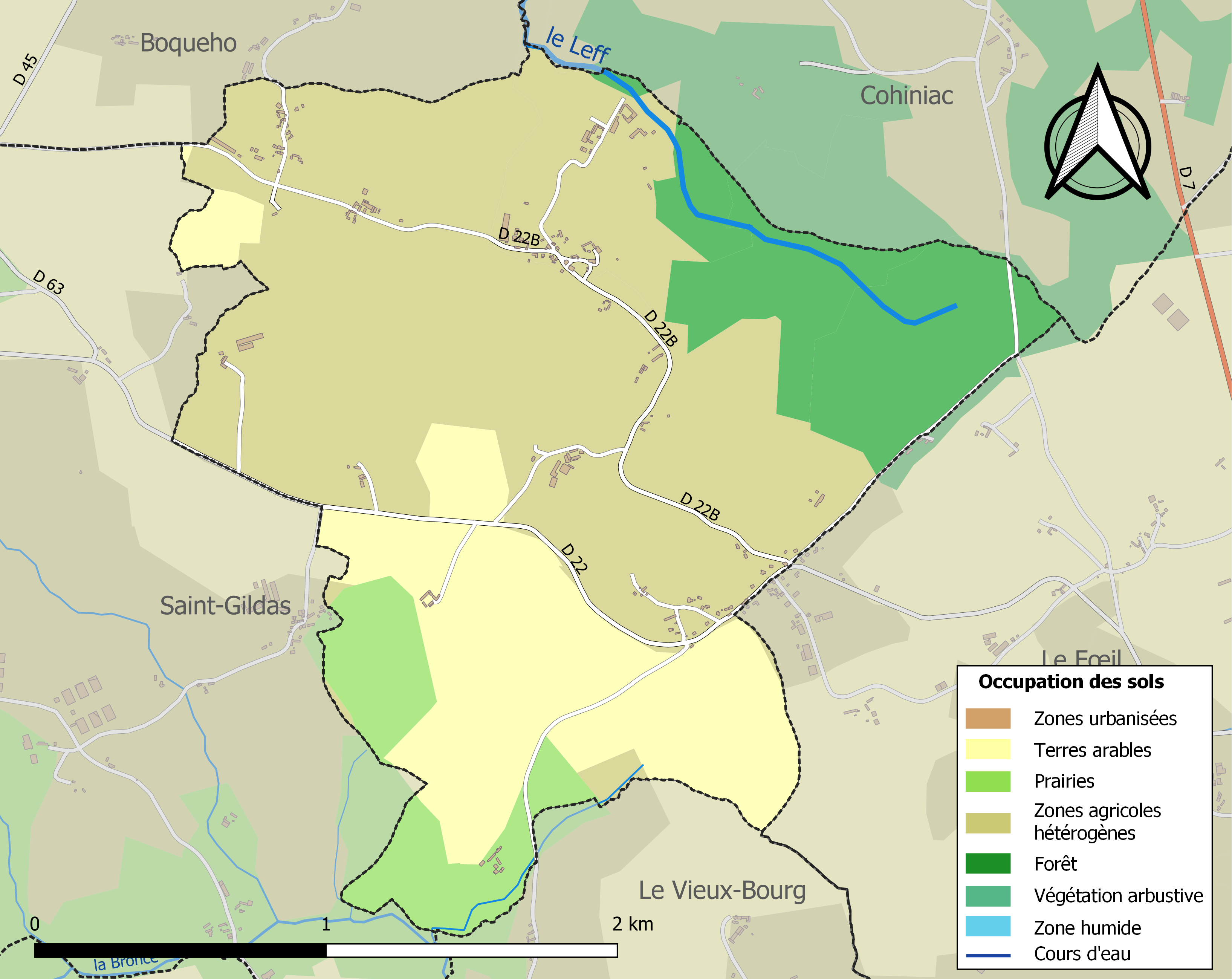
Carte des infrastructures et de l'occupation des sols de la commune en 2018 (CLC).

## Toponymie
Le nom de la localité est attesté sous les formes Le Leslay et Leleslay en 1496, Le Leslay en 1535.
Son nom vient du breton lez (château) et laë ou laez (haut).
Attesté en breton sous la forme al Lec'hlae.

## Histoire

### Antiquité
Une voie romaine passait par Rhundault et le Vieux Leslay. 

### Moyen Âge
Le Leslay est issu du démembrement de l'ancienne paroisse de l'Armorique primitive de Pligeaux. Le centre de peuplement initial se trouvait au village du Vieux-Leslay, à 800 mètres au sud du bourg actuel.
En 1496, le village du Leslay dépend du fief de la seigneurie de Beaumanoir.

### Temps modernes

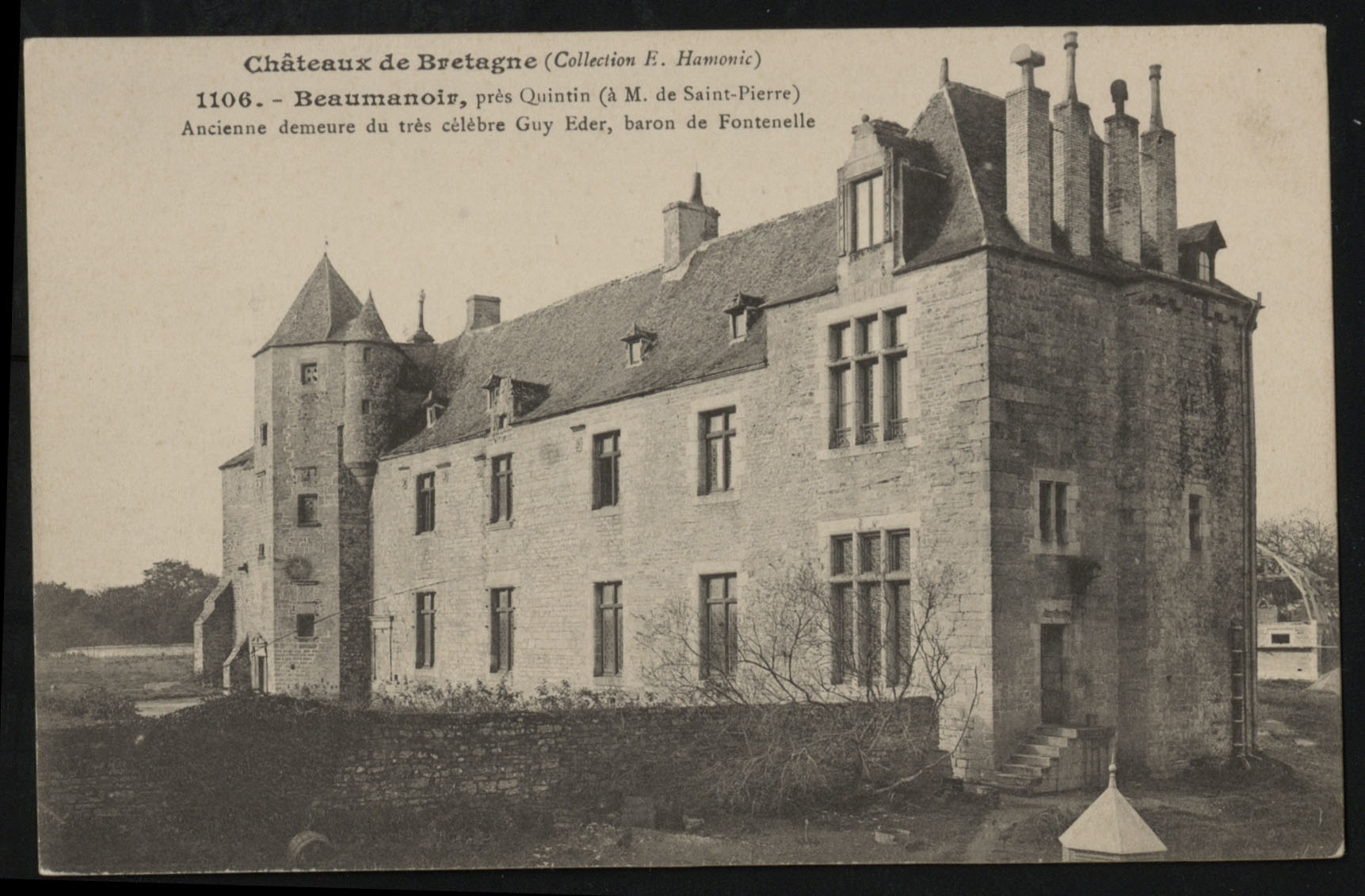
Le château de Beaumanoir au début du XXe siècle.

Louis-Guillaume Moreau a décrit le château de Beaumanoir-Eder, construit au XVe siècle par Olive de Beaumanoir, était habité à la fin du XVIe siècle par Guy Éder de la Fontenelle, célèbre brigand et ligueur, dans son livre Le brigand de la Cornouaille.
Guy Éder de Lavardin de Beaumanoir, connu sous le nom de La Fontenelle, auteur de pillages et de tueries lors des guerres de Religion, fut condamné par le roi au supplice de la roue et le château de Beaumanoir fut en partie démantelé.
En 1670 Le Leslay possède une église tréviale et un curé y réside.

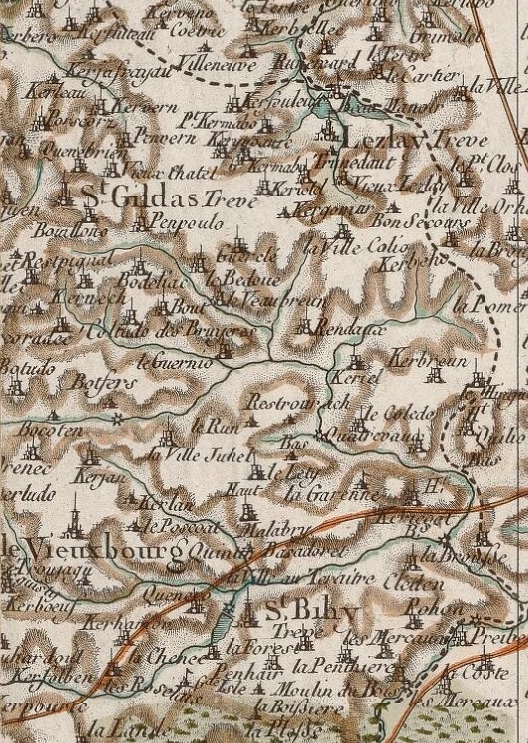
Carte de Cassini de Le Vieux-Bourg, Saint-Gildas et Le Leslay (1787).

Le château de Beaumanoir, est reconstruit aux XVIIe siècle et XVIIIe siècle.
Jean-Baptiste Ogée décrit ainsi Le Leslay en 1778 : « Le Leslay ; trève du Vieux bourg de Quintin, à 11 lieues à l'Est-Nord-Est de Quimper, son évêché ; à 22 lieues de Rennes et à une lieue de Quintin, sa subdélégation. Elle ressortit à Saint-Brieuc. Le château de Beaumanoir-Eder est situé dans ce territoire (...). »

### Révolution française
Le Leslay devient une commune en 1790.

### LeXIXesiècle
Le Leslay dépend en 1802 (après le Concordat) de la paroisse de Saint-Gildas et ne devient une paroisse indépendante qu'en 1842.L'ancienne église du Leslay, construite par les seigneurs de Beaumanoir, était un lieu de pèlerinage assez fréquenté : la dévotion à saint Symphorien, patron de la paroisse, y attirait des pèlerins.
A. Marteville et P. Varin décrivent ainsi Le Leslay en 1843 : « Le Leslay : commune formée de l'ancienne trève du Vieux-Bourg ; aujourd'hui succursale. (...) Principaux villages : Kerfouleu, Petit Kermabo, Tré-an-Dault, le Vieux-Leslay, Keriolet, la Lande-Mazurié, la Ville-Colio, Kergomar, Rundault, Penpoulo, Grand Kermabo. Maison remarquable : château de Beaumanoir. Superficie totale : 501 hectares 46 ares, dont (...) terres labourables 297 ha, prés et pêturages 52 ha, bois 24 ha, vergers et jardins 4 ha, landes et incultes 95 ha, étangs 6 ha (...). Moulins : 2 (de Beaumanoir, à eau). (...). Géologie : terrain granitique. On parle le français [en fait le gallo] et le breton. »
Joachim Gaultier du Mottay écrit en 1862 que la commune du Leslay dispose d'une école mixte ayant 56 élèves, que son territoire « se compose en grande partie de montagnes arides et couvertes de bruyères ; les terres cultivées  sont légères et de médiocre qualité », que « l'église du Leslay, dédiée à saint Symphorien est une simple chapelle construite vers 1721 » et que « le château de Beaumanoir a conservé quelques parties du XVe siècle ».
L'église paroissiale Saint-Symphorien, œuvre de l'architecte Paul Courcoux, est construite en 1896.
Le château de Beaumanoir est restauré entre 1895 et 1905 par l'architecte Auguste Courcoux pour le comte de Saint-Pierre. Charles Singlis y dessine en 1902 le parc à l'anglaise vaste de 25 ha.

### Le XXe siècle

#### La Première Guerre mondiale
Le monument aux morts du Leslay porte les noms de 13 soldats morts pour la Patrie pendant la Première Guerre mondiale ; tous sont morts sur le sol français à l'exception de Louis Le Souder, tué à l'ennemi à Fosses (Belgique) le 21 août 1914 ; parmi les autres 5 sont morts aussi dès l'année 1914  (Cyr Le Blay, Jean Le Fèvre, Sylvestre Le Liard, Guillaume Mahé  et François Quillien) ; Joseph Gicquel est mort après la fin de la guerre, le 23 mars 1919 à l'Hôpital des Invalides à Paris, des suites de ses blessures.

#### La Seconde Guerre mondiale
Le Leslay n'a eu aucun mort pour la France pendant la Seconde Guerre mondiale ; elle n'en a pas eu non plus dans les autres conflits du XXe siècle.

## Politique et administration
| Période      | Période                   | Identité                                  | Étiquette | Qualité |
| ------------ | ------------------------- | ----------------------------------------- | --------- | --- |
|              |                           | Le Breton                                 |           | |
|              |                           | Le Méhauté                                |           | |
|              |                           | Le Corre                                  |           | |
| avant 1807   | 1807                      | Yves Lanoë                                |           | |
| 1807         | 1813                      | Louis Teffo                               |           | |
| 1813         | 1815                      | Anonyme Mazurié                           |           | Propriétaire. |
| 1815         | mai 1832                  | Jean Guillaume Hervé                      |           | Cultivateur. |
| 1832         | 1835                      | Michel Morcel                             |           | |
| 1835         | 1847                      | Guillaume Jaffray                         |           | |
| 1847         | 1854                      | Mathurin Hervé                            |           | |
| 1854         | 1871                      | François Padel                            |           | Laboureur. |
| 1871         | 1897                      | Jean Hervé.                               |           | |
| 1897         | 1919                      | Jean Charles Le Gal                       |           | Cultivateur (fermier).                                                                                                  |
| 1919         | 1937                      | Henri de Méhérenc de Saint-Pierre         |           | Comte. Émissaire et aide de camp du comte de Chambord dans sa jeunesse.                                                 |
| 1938         | 1945                      | Antoine de Méhérenc de Saint-Pierre       |           | Fils d'Henri de Méhérenc de Saint-Pierre, maire précédent. Chevalier de la Légion d'honneur. Croix de guerre 1914-1918. |
| 1945         | mai 1963 (décès)          | Félix de Méhérenc de Saint-Pierre         |           | Frère d'Antoine de Méhérenc de Saint-Pierre, maire précédent.                                                           |
| juillet 1963 | novembre 1973 (décès)     | Marie-Thérèse de Méhérenc de Saint-Pierre |           | Propriétaire Épouse d'Antoine de Méhérenc de Saint-Pierre, maire de Saint-Gilles-Vieux-Marché de 1955 à 1972.           |
| 1974         | mars 1989                 | François Alleno                           |           | Agriculteur à Kériotel, maire honoraire Adjoint au maire (1965 → 1974)                                                  |
| mars 1989    | juin 1995                 | Annick Gautier                            |           | Agricultrice |
| juin 1995    | mars 2008                 | Jean Hervé                                |           | Agriculteur |
| mars 2008    | En cours (au 24 mai 2020) | Stéphane Ollivier                         | PCF       | Fonctionnaire d'État 1er vice-président de Quintin Communauté (2014 → 2016)                                             |

## Démographie
| 1793 | 1800 | 1806 | 1821 | 1831 | 1836 | 1841 | 1846 | 1851 |
| ---- | ---- | ---- | ---- | ---- | ---- | ---- | ---- | ---- |
| 277  | 315  | 295  | 350  | 409  | 312  | 351  | 335  | 290  |

| 1856 | 1861 | 1866 | 1872 | 1876 | 1881 | 1886 | 1891 | 1896 |
| ---- | ---- | ---- | ---- | ---- | ---- | ---- | ---- | ---- |
| 283  | 280  | 271  | 270  | 277  | 284  | 268  | 292  | 281  |

| 1901 | 1906 | 1911 | 1921 | 1926 | 1931 | 1936 | 1946 | 1954 |
| ---- | ---- | ---- | ---- | ---- | ---- | ---- | ---- | ---- |
| 263  | 259  | 252  | 236  | 222  | 230  | 194  | 196  | 177  |

| 1962 | 1968 | 1975 | 1982 | 1990 | 1999 | 2006 | 2011 | 2016 |
| ---- | ---- | ---- | ---- | ---- | ---- | ---- | ---- | ---- |
| 140  | 134  | 128  | 118  | 112  | 113  | 124  | 144  | 158  |

| 2021 | 2022 | - | - | - | - | - | - | - |
| ---- | ---- | - | - | - | - | - | - | - |
| 155  | 154  | - | - | - | - | - | - | - |

## Lieux et monuments

### Monuments religieux
- Église paroissiale Saint-Symphorien : l'église actuelle a été construite à la fin du XIXe siècle par l'architecte Courcoux ; elle possède un panneau du XVIe siècle en bois polychrome représentant la conversion de saint Hubert datant du XVIe siècle et une statue de saint Symphorien datant du XVIIe siècle, ainsi que la litre funéraire de l'évêque Guillaume Eder.

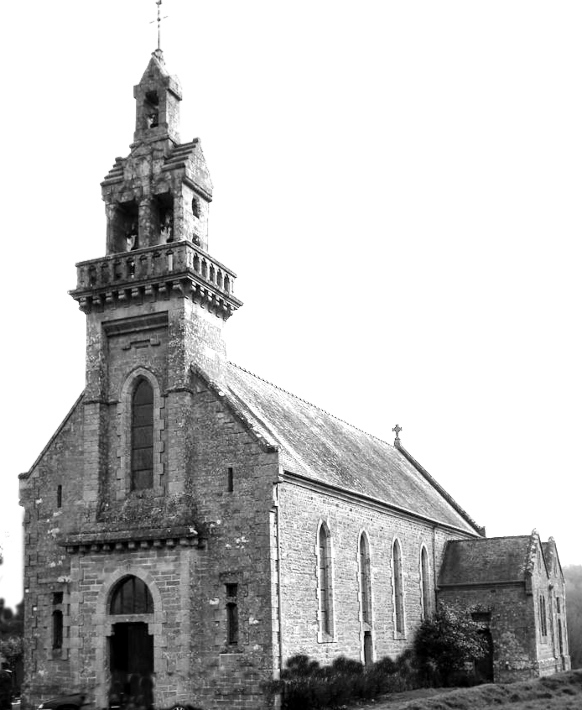
L'église Saint-Symphorien de Le Leslay au début du XXe siècle.

- Plusieurs croix monumentales dont la croix de Rhundault (Moyen-Âge), la croix armoriée du cimetière (1757) et trois croix datant du XVIIIe siècle au bourg, à Kergomar et au Vieux-Leslay.

### Château de Beaumanoir

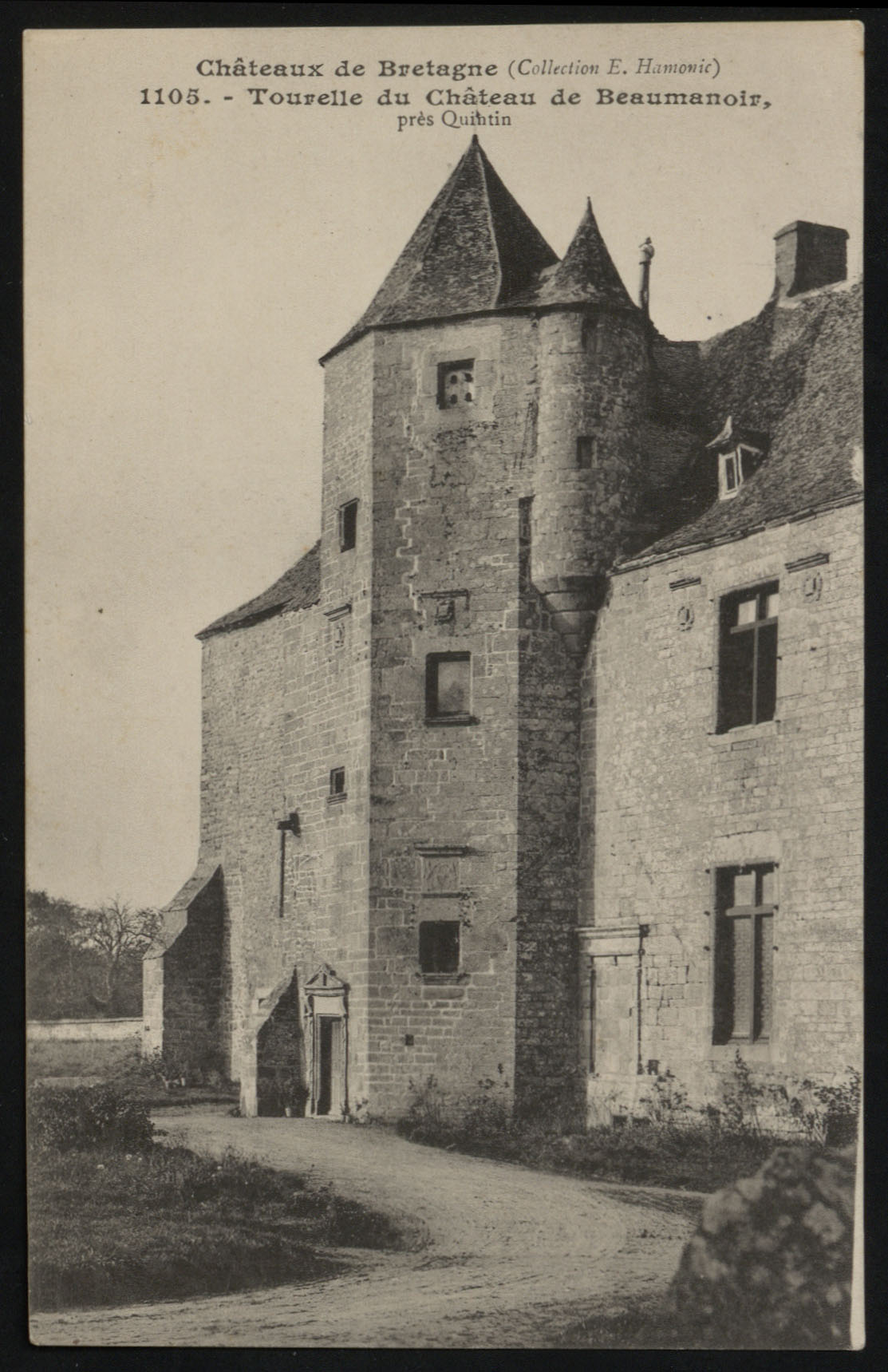
Le château de Beaumanoir (vue partielle).

Il s'élève à l'emplacement d'un manoir construit vers 1420 et partiellement démoli par ordre du roi à la fin du XVIe siècle. Reconstruit aux XVIIe et XVIIIe siècles, l'édifice actuel conserve des éléments de l'édifice antérieur. En 1895, il est restauré par le comte de Saint-Pierre dans un style néo-gothique d'après des plans d'Auguste Courcoux, architecte de Saint-Brieuc. Le domaine de Beaumanoir s'étendait sur les territoires du Leslay et de Cohiniac. Il a appartenu à la famille Eder jusqu'au début du XIXe siècle, deux chambellans du duc de Bavière, Grawenreuth et de Reingbergen, en étant les derniers héritiers en 1832. Le château et son domaine sont achetés en 1832 par Charles du Merdy, marquis de Catuélan, puis son gendre Antoine Espivent de la Villeboisnet (1791-1875), époux de Marie du Merdy de Catuelan, en devint propriétaire. Leur fille Mathilde se maria en 1854 avec le marquis Henri de Méhérenc de Saint-Pierre.
Une allée de hêtres de 1,5 km conduit à la cour d'honneur du château. Cette demeure a été transformée au XIXe siècle en application des techniques et des principes d'hygiène les plus novateurs de l'époque (eau courante, électricité, chauffage central). Le château, les communs et le parc constituent l'exemple, rare en France, d'un domaine complet de style victorien, tel que les riches familles férues de progrès le concevaient à la fin des années 1800 en Grande-Bretagne. Les salons, ouverts au public, restituent l'ambiance quotidienne de la vie familiale à travers un mobilier du XVIIIe et XIXe siècles et une collection d'art moderne. Chaque année des œuvres d'artistes contemporains connus viennent renouveler l'intérêt de la visite. À la fin du XIXe siècle le château est possédé par la famille de Méhérenc de Saint-Pierre.
Le château, ses communs et le parc sont un site inscrit aux monuments historiques depuis le 9 mai 1990.
Le château et son parc servirent de décor :
- en 1979, au film Tess de Roman Polanski[28] ;
- en 1989, au film Je suis le seigneur du château de Régis Wargnier ;
- en 2006, au feuilleton TV Petits meurtres en famille.

L'oligarque russe Eduard Kitsenko, qui en est devenu propriétaire a été condamné en 2023 par la justice française pour « blanchiment de fraude fiscale et importation illégale de bijoux » (il est propriétaire de bijouteries à Paris et Courchevel) ; le domaine de Beaumanoir, qu'il avait acheté 3 millions d'euros, lui a été confisqué ; mais l'oligarque a fait appel, ce qui suspend la décision de justice.

## Personnalités liées à la commune
- Deux homonymes, tous deux nés au château  de Beaumanoir[23] :
  - Guillaume Eder (mort en 1431/1432), qui fut évêque de Saint-Brieuc.
  - Guillaume Eder (né au château de Beaumanoir en Le Leslay, mort le 24 mai 1546) est un ecclésiastique breton qui fut abbé commendataire et évêque de Cornouaille de 1540 à sa mort.
- Guy Éder de la Fontenelle, brigand et ligueur.